# Bataille de Hohenlinden, 3 décembre 1800
La Bataille de Hohenlinden, 3 décembre 1800 est un tableau de Henri-Frédéric Schopin, peint en 1836. Il s'agit de l'une des œuvres visibles dans la galerie des batailles, au château de Versailles, en France.

## Description
La Bataille de Hohenlinden est une huile sur toile, de 4,65 m de haut sur 5,43 m de long. Elle représente une scène de la bataille de Hohenlinden, en 1800.

## Localisation
L'œuvre est située dans la galerie des batailles, dans le château de Versailles. Les toiles de la galerie étant disposées par ordre chronologique, elle est placée entre celles représentant la bataille de Zurich (1799) et la bataille d'Austerlitz (1805).

## Historique
En 1833, le roi Louis-Philippe, au pouvoir depuis 3 ans, décide de convertir le château de Versailles en musée historique de la France. La galerie des Batailles est inaugurée en 1837. 33 toiles monumentales y sont disposées, dépeignant des épisodes militaires de l'histoire de France.
Henri-Frédéric Schopin peint la toile en 1836.

## Artiste
Henri-Frédéric Schopin (1804-1880) est un peintre français.